# Campionato sudamericano femminile under 17 di calcio 2013
Il Campionato sudamericano femminile under 17 di calcio 2013, 4ª edizione della competizione organizzata dalla CONMEBOL e riservata a giocatrici Under-17, si è giocato ad Asunción e Luque, in Paraguay tra il 12 e il 29 settembre 2013.

Il Venezuela ha vinto il titolo per la prima volta. Le prime tre classificate si sono qualificate per il Campionato mondiale femminile under 17 di calcio 2014.

## Partecipanti
Hanno partecipato al torneo le rappresentative delle 10 associazioni nazionali affiliate alla Confederación sudamericana de Fútbol:
| - Argentina - Bolivia - Brasile - Cile - Colombia |  | - Ecuador - Paraguay (nazione ospitante) - Perù - Uruguay - Venezuela |

## Stadi
| Asunción               | Luque                    |
| ---------------------- | ------------------------ |
| Stadio Emiliano Ghezzi | Stadio Feliciano Cáceres |
| Capienza: 8.000        | Capienza: 25.000         |

## Prima fase

### Gruppo A
| Pos. | Squadra   | Pt | G | V | N | P | GF | GS | DR  |
| ---- | --------- | -- | - | - | - | - | -- | -- | --- |
| 1.   | Paraguay  | 12 | 4 | 4 | 0 | 0 | 13 | 1  | +12 |
| 2.   | Cile      | 7  | 4 | 2 | 1 | 1 | 6  | 3  | +3  |
| 3.   | Bolivia   | 4  | 4 | 1 | 1 | 2 | 2  | 7  | -5  |
| 4.   | Argentina | 3  | 4 | 0 | 3 | 1 | 4  | 6  | -2  |
| 5.   | Perù      | 1  | 4 | 0 | 1 | 3 | 2  | 10 | -8  |

| Data      | Ora         | Partita   | Partita | Partita   |
| --------- | ----------- | --------- | ------- | --------- |
| 12-9-2013 | 16:00 UTC-4 | Argentina | 1 - 1   | Cile      |
| 12-9-2013 | 18:00 UTC-4 | Paraguay  | 6 - 0   | Perù      |
| 14-9-2013 | 16:00 UTC-4 | Perù      | 0 - 1   | Bolivia   |
| 14-9-2013 | 18:00 UTC-4 | Paraguay  | 3 - 1   | Argentina |
| 16-9-2013 | 16:00 UTC-4 | Perù      | 1 - 2   | Cile      |
| 16-9-2013 | 18:00 UTC-4 | Paraguay  | 3 - 0   | Bolivia   |
| 18-9-2013 | 16:00 UTC-4 | Cile      | 3 - 0   | Bolivia   |
| 18-9-2013 | 18:00 UTC-4 | Argentina | 1 - 1   | Perù      |
| 20-9-2013 | 16:00 UTC-4 | Argentina | 1 - 1   | Bolivia   |
| 20-9-2013 | 18:00 UTC-4 | Paraguay  | 1 - 0   | Cile      |

### Gruppo B
| Pos. | Squadra   | Pt | G | V | N | P | GF | GS | DR |
| ---- | --------- | -- | - | - | - | - | -- | -- | -- |
| 1.   | Venezuela | 10 | 4 | 3 | 1 | 0 | 12 | 4  | +8 |
| 2.   | Colombia  | 9  | 4 | 3 | 0 | 1 | 8  | 4  | +4 |
| 3.   | Brasile   | 7  | 4 | 2 | 1 | 1 | 7  | 4  | +3 |
| 4.   | Ecuador   | 1  | 4 | 0 | 1 | 3 | 3  | 10 | -7 |
| 5.   | Uruguay   | 1  | 4 | 0 | 1 | 3 | 4  | 12 | -8 |

| Data      | Ora         | Partita  | Partita | Partita   |
| --------- | ----------- | -------- | ------- | --------- |
| 13-9-2013 | 16:00 UTC-4 | Uruguay  | 1 - 1   | Ecuador   |
| 13-9-2013 | 18:00 UTC-4 | Brasile  | 0 - 1   | Colombia  |
| 15-9-2013 | 16:00 UTC-4 | Brasile  | 4 - 2   | Uruguay   |
| 15-9-2013 | 18:00 UTC-4 | Colombia | 1 - 3   | Venezuela |
| 17-9-2013 | 16:00 UTC-4 | Colombia | 2 - 0   | Ecuador   |
| 17-9-2013 | 18:00 UTC-4 | Brasile  | 1 - 1   | Venezuela |
| 19-9-2013 | 16:00 UTC-4 | Ecuador  | 2 - 5   | Venezuela |
| 19-9-2013 | 18:00 UTC-4 | Uruguay  | 1 - 4   | Colombia  |
| 21-9-2013 | 16:00 UTC-4 | Uruguay  | 0 - 3   | Venezuela |
| 21-9-2013 | 18:00 UTC-4 | Brasile  | 2 - 0   | Ecuador   |

### Girone finale
| Squadra qualificata per il Campionato mondiale femminile under 17 di calcio 2014 |

| Pos. | Squadra   | Pt | G | V | N | P | GF | GS | DR |
| ---- | --------- | -- | - | - | - | - | -- | -- | -- |
| 1.   | Venezuela | 9  | 3 | 3 | 0 | 0 | 12 | 3  | +9 |
| 2.   | Colombia  | 4  | 3 | 1 | 1 | 1 | 4  | 3  | +1 |
| 3.   | Paraguay  | 4  | 3 | 1 | 1 | 1 | 4  | 9  | -5 |
| 4.   | Cile      | 0  | 3 | 0 | 0 | 3 | 2  | 7  | -5 |

| Data      | Ora         | Partita   | Partita | Partita   |
| --------- | ----------- | --------- | ------- | --------- |
| 23-9-2013 | 16:00 UTC-4 | Venezuela | 3 - 1   | Cile      |
| 23-9-2013 | 18:00 UTC-4 | Paraguay  | 1 - 1   | Colombia  |
| 26-9-2013 | 16:00 UTC-4 | Colombia  | 1 - 2   | Venezuela |
| 26-9-2013 | 18:00 UTC-4 | Paraguay  | 2 - 1   | Cile      |
| 29-9-2013 | 16:00 UTC-4 | Cile      | 0 - 2   | Colombia  |
| 29-9-2013 | 18:00 UTC-4 | Paraguay  | 1 - 7   | Venezuela |